# فرودگاه منطقه‌ای فینکس
فرودگاه منطقه‌ای فینکس (به انگلیسی: Phoenix Regional Airport) یک فرودگاه همگانی است که یک باند فرود آسفالت دارد و طول باند آن ۱۵۲۴ متر است. این فرودگاه در شهر فینیکس کشور ایالات متحده آمریکا قرار دارد و در ارتفاع ۳۹۶ متری از سطح دریا واقع شده‌است.